# ماهی لقمه

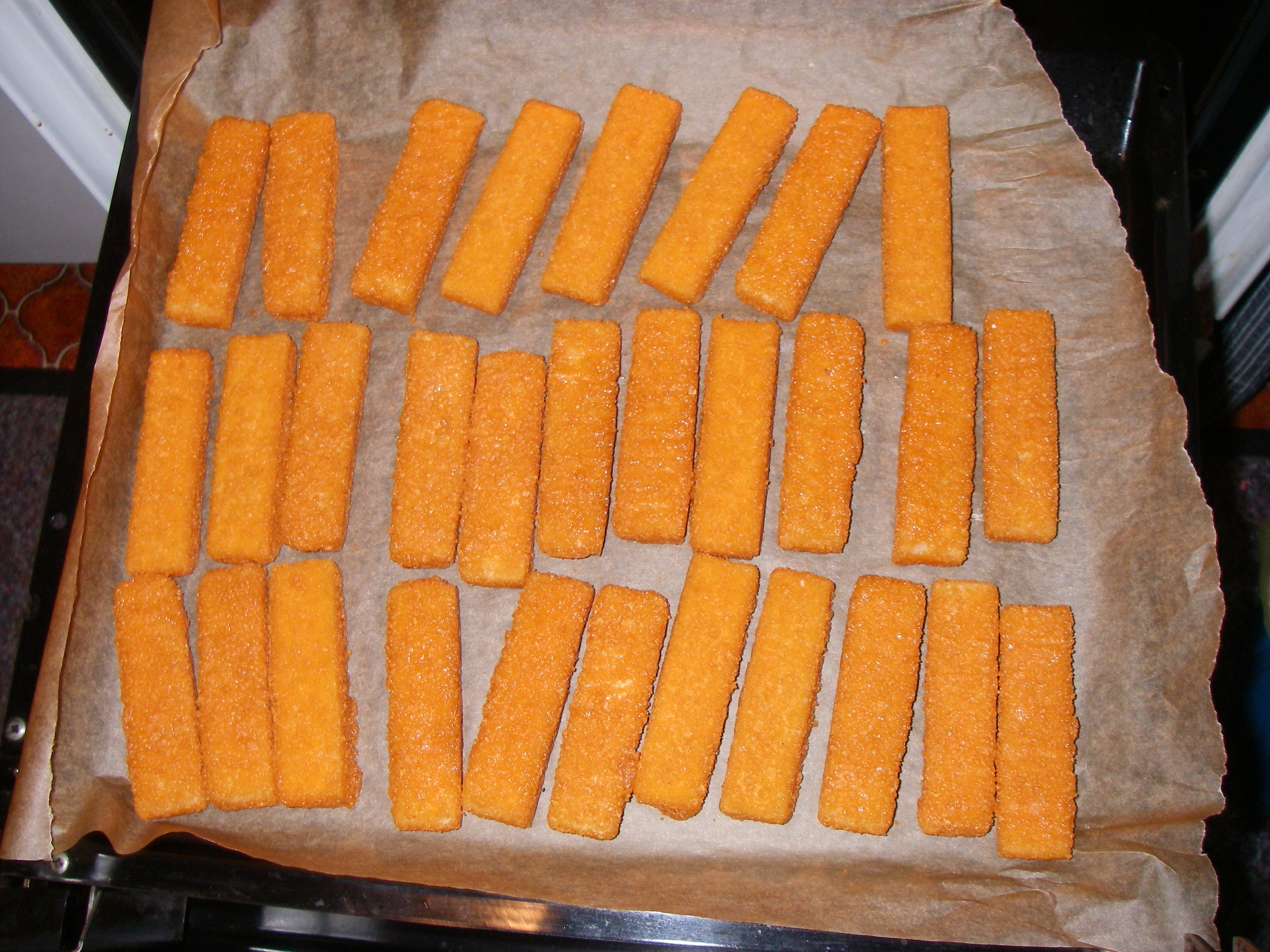
ماهی لقمه تنوری روی کاغذ پخت

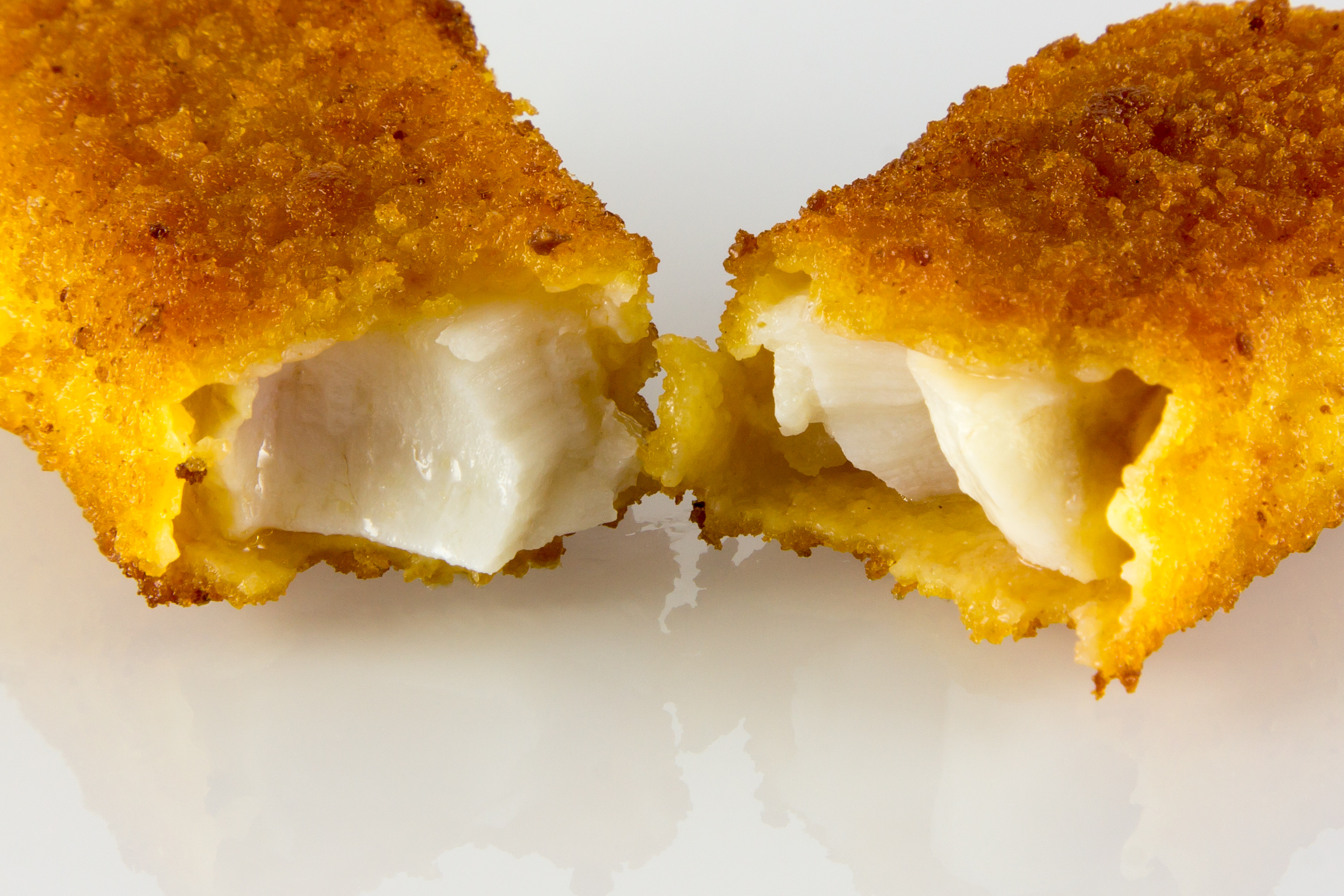
داخل ماهی لقمه

ماهی لقمه (به انگلیسی: fish fingers یا fish sticks) غذای فرآوری‌شده‌ای است که با استفاده از ماهی‌های سفید مانند ماهی روغن، هیک، روغن‌ماهی کوچک، کوسه یا زغال‌ماهی پخته‌شده با خمیرابه یا آرد سوخاری، تهیه می‌شود. معمولاً در بخش مواد غذایی منجمد سوپرمارکت‌ها در دسترس هستند. آنها را می‌توان در به شکل تنوری، کبابی، سرخ‌شده پخت.

## تاریخچه
اصطلاح fish finger برای اولین بار در دستورالعملی که در یک مجله مشهور بریتانیایی در سال ۱۹۰۰ ارائه شد، به کار رفت، و این غذا اغلب نمادی از بریتانیا محسوب می‌شود.

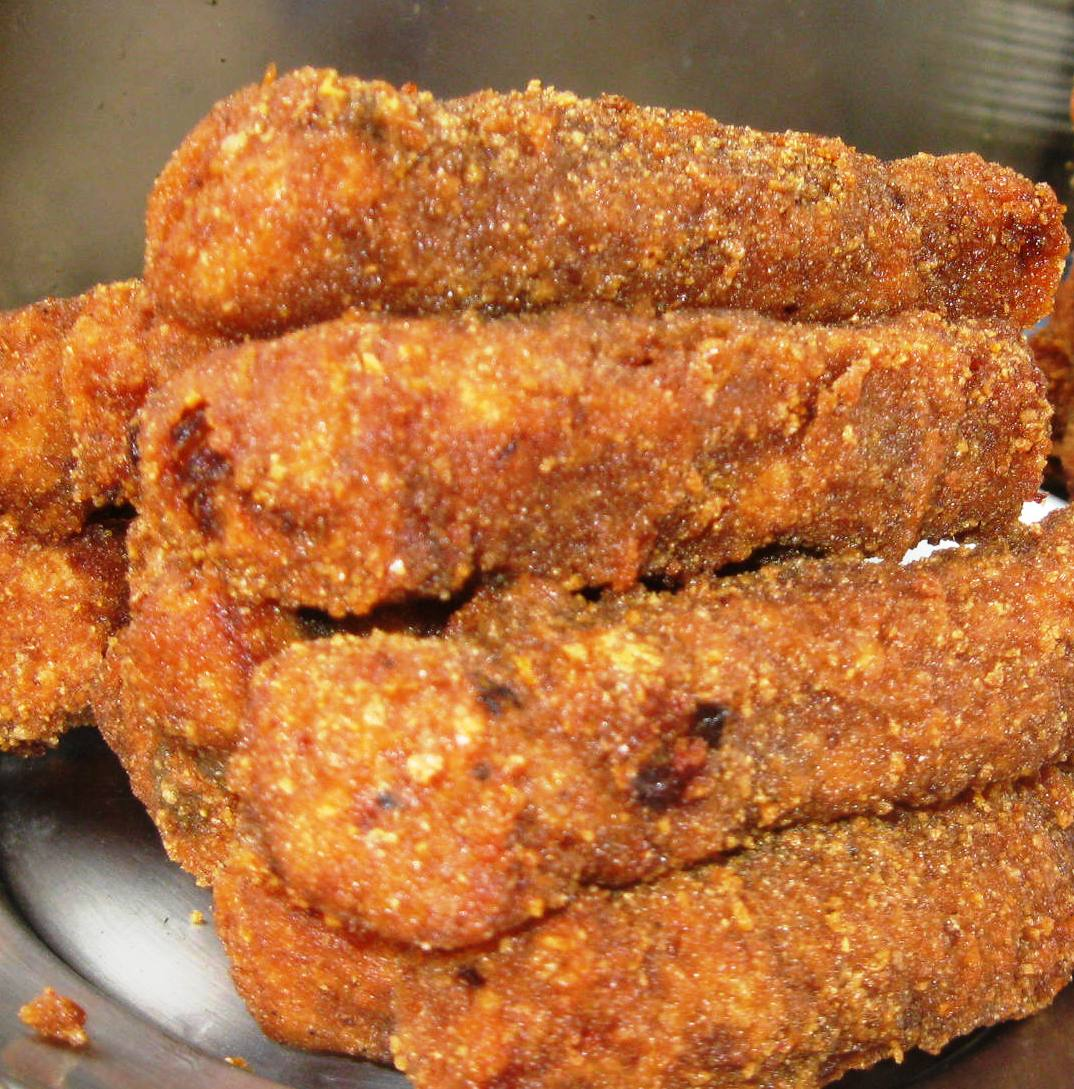
ماهی لقمه سرخ‌شده، کلکته، هند